# La Danzante
La Danzante är en ort i Mexiko.   Den ligger i kommunen Loreto och delstaten Baja California Sur, i den västra delen av landet, 1 400 km nordväst om huvudstaden Mexico City. La Danzante ligger 5 meter över havet och antalet invånare är 174.
Terrängen runt La Danzante är huvudsakligen kuperad, men åt nordväst är den platt. Havet är nära La Danzante åt nordost.  Närmaste större samhälle är Ensenada Blanca, 1,6 km nordväst om La Danzante. 